# Phản ứng thành bụng
Phản ứng thành bụng là phản ứng căng cơ của các cơ thành bụng để bảo vệ các cơ quan bị viêm trong ổ bụng khỏi những cơn đau do áp lực bên ngoài đè lên. Phản ứng này phát hiện khi ấn thành bụng.
Phản ứng thành bụng là một dấu hiệu thực thể đặc trưng khi bệnh nhân có cơn đau cấp tính kèm theo viêm bề mặt bên trong ổ bụng (viêm phúc mạc). Ví dụ, phản ứng thành bụng xuất hiện trong bệnh cảnh viêm ruột thừa hoặc viêm túi thừa. Các cơ thành bụng tự động co thắt để giữ cho các mô mềm bên dưới lớp cơ không bị đảo lộn.

## Chẩn đoán

### Chẩn đoán phân biệt
Phản ứng thành bụng xuất hiện trong các bệnh cảnh sau:
- Phình động mạch chủ bụng
- Viêm ruột thừa
- Chấn thương cùn ở vùng bụng
- Tắc ruột
- Viêm túi thừa
- Rối loạn tiêu hóa
- Thai ngoài tử cung
- Trào ngược dạ dày thực quản (GERD)
- Liệt ruột (tắc ruột cơ năng)
- Viêm ruột
- Lồng ruột
- Thiếu máu cục bộ mạc treo (Nhồi máu mạc treo)
- Sỏi thận
- U nang buồng trứng
- Viêm tụy
- Viêm vùng chậu
- Thủng ổ loét dạ dày tá tràng
- Viêm phổi
- Viêm phúc mạc do vi khuẩn nguyên phát (SBP)
- Nhiễm trùng đường tiết niệu / viêm đài bể thận
- Xoắn ruột
- Zona
- Migraine bụng
- Chấn thương thành bụng
- Áp-xe (ví dụ: áp-xe cơ thắt lưng chậu)
- Chấn thương/vỡ gan hoặc lách
- Thoát vị
- Độc tố côn trùng (ví dụ như nhện góa phụ đen)
- Rối loạn giả bệnh lên bản thân (Malingering), một loại của rối loạn dạng cơ thể
- Viêm màng phổi thứ phát sau chấn thương bụng
- Sảy thai do nhiễm trùng (Xem Sảy thai)

### Xét nghiệm
- Công thức máu
- Urea máu/creatinin
- Bilan chức năng gan
- Glucose máu
- Amylase/lipase
- Cấy nước tiểu
- Phân tích nước tiểu
- Beta-human chorionic gonadotropin (beta-hCG)
- Nuôi cấy tế bào cổ tử cung được khuyến khích để chẩn đoán bệnh viêm vùng chậu

#### Điện giải và dấu ấn sinh học
- Điện giải đồ

### MRI và CT
- CT chẩn đoán:
  - Vỡ nội tạng
  - Túi phình
  - Viêm túi thừa
  - Viêm ruột thừa

### Điện tâm đồ hoặc siêu âm
- Chẩn đoán siêu âm vùng chậu, ổ bụng và/hoặc siêu âm qua ngả âm đạo:
  - Viêm phúc mạc
  - Thai ngoài tử cung
  - U nang buồng trứng
  - Dịch/máu thứ phát sau chấn thương
  - Viêm ruột thừa
  - Túi phình

### Chẩn đoán hình ảnh khác
- Hình ảnh chụp X-quang ổ bụng có thể cho thấy hình ảnh sỏi thận và bóng khí trong ruột

### Các xét nghiệm chẩn đoán khác
- Phương pháp nội soi có thể chẩn đoán viêm phúc mạc do vi khuẩn tự phát (SBP)
- Nội soi tiêu hóa ở bệnh nhân nghi ngờ bệnh loét dạ dày tá tràng
  - Có thể test vi khuẩn Helicobacter pylori
- Điều trị thử có thể có lợi cho việc chẩn đoán và điều trị:
  - Trào ngược dạ dày thực quản/khó tiêu: Thuốc ức chế bơm proton (PPI) hoặc thuốc chẹn H2
  - Căng thành bụng: Thuốc chống viêm không steroid (NSAID)
  - Lo âu: Lorazepam
  - Zona: Acyclovir

## Điều trị
- Tình trạng cụ thể cần điều trị trực tiếp
- Tình trạng huyết động và bệnh đe dọa tính mạng cần được xử trí cấp cứu
  - Bù thể tích bằng truyền máu và/hoặc bằng nước muối sinh lý.
- Đối với tắc nghẽn và nôn liên tục, đặt ống thông dạ dày.

### Thuốc
- Nếu nghi ngờ có thủng ruột hoặc nhiễm trùng trong ổ bụng, dùng kháng sinh phổ rộng theo kinh nghiệm

## Phẫu thuật
- Nhiễm trùng huyết sớm hoặc bằng chứng xuất huyết có thể phải phẫu thuật (cấp cứu có thể đe dọa tính mạng)